# Hán Huệ Đế
Hán Huệ Đế (chữ Hán: 漢惠帝, 210 TCN – 26 tháng 9, 188 TCN), tên thật Lưu Doanh (劉盈), là vị Hoàng đế thứ hai của nhà Tây Hán trong lịch sử Trung Quốc, ở ngôi từ năm 195 TCN đến năm 188 TCN, tổng cộng 7 năm.
Hiếu Huệ Đế là con trai thứ hai của Hán Cao Tổ Lưu Bang, mẹ là Lã hậu, có chị cùng mẹ là Lỗ Nguyên công chúa. Khi Cao Tổ lên ngôi, ông được lập làm Hoàng thái tử
Trong thời gian tại vị, ông được đánh giá là tâm tính ôn nhu, hòa mĩ, sử dụng phương pháp Đạo giáo để trị vì thiên hạ. Tuy nhiên, ông bị ảnh hưởng bởi người mẹ là Lã thái hậu, cùng họ ngoại thích Lã thị gia tộc, tạo nên cục diện Lưỡng chủ (两主). Có lẽ vì lẽ đó mà Tư Mã Thiên chép truyện về Huệ Đế lại gộp vào trong Lã thái hậu bản kỉ (吕太后本纪) thay vì chép riêng Huệ Đế bản kỉ.
Sau sự kiện Nhân trư, Huệ Đế trở nên bệnh tật, Lã thái hậu hoàn toàn nắm quyền triều chính, độc bá triều cương. Đời sau đánh giá ông là một vị quân chủ nhu nhược, bị họ ngoại của mẹ lấn át và nắm quyền, tạo nên Loạn chư Lã về sau suýt làm sụp đổ nhà Hán.

## Thiên hạ của cha
Khi Hán Cao Tổ khởi nghĩa chống nhà Tần năm 209 TCN, Lưu Doanh mới hơn 1 tuổi. Năm 205 TCN, Lưu Doanh lên 5. Năm ấy diễn ra trận Bành Thành, 56 vạn quân Hán bị Tây Sở Bá vương Hạng Vũ đánh tan tành, hàng chục vạn quân Hán bị giết. Cao Tổ thua to, bỏ chạy, gia quyến bị thất lạc. Trên đường tìm cha, Cao Tổ gặp chị em Lưu Doanh.
Thủ hạ thân tín là Hạ Hầu Anh (夏侯嬰) đưa chị em Lưu Doanh lên xe ngồi cùng Cao Tổ. Quân Sở đuổi gấp phía sau, Cao Tổ quý thiên hạ hơn con, sợ nhiều người ngồi thì nặng sẽ đi chậm không thoát được, nên đẩy cả hai con xuống. Hạ Hầu Anh đang đánh xe, vội nhảy xuống dắt hai chị em lên xe đi tiếp.
Đi được một đoạn, Cao Tổ lại sợ bị quân Sở bắt, cuống cuồng đẩy con xuống lần nữa. Theo Sử ký, việc đó lặp lại tới 3 lần. May có Hạ Hầu Anh nhẫn nại cả ba lần dừng ngựa, xuống kéo hai chị em lên xe, và van xin Cao Tổ không bỏ con, ông mới thôi việc đó. Cuối cùng cha con Cao Tổ cũng thoát được sự truy đuổi của quân Sở.
Năm 202 TCN, Lưu Doanh lên 8 tuổi, cha ông diệt được Hạng Vũ, lên làm Hoàng đế. Lưu Doanh là con trai của Lã hoàng hậu nên được lập làm Hoàng thái tử. Anh lớn Lưu Phì được phong làm Tề vương.

## Suýt mất ngôi Thái tử
Lưu Doanh làm Thái tử, có Thúc Tôn Thông (叔孫通) làm thái phó, Trương Lương làm thiếu phó giúp. Nhưng Hán Cao Tổ Lưu Bang sau lại có Lưu Như Ý là con Thích phu nhân, thông minh hơn nên muốn bỏ Doanh để lập Như Ý.
Lã hậu sợ, không biết làm thế nào. Có người nói với Lã hậu nên hỏi Trương Lương. Lã Hậu bèn sai anh trai là Lã Trạch (吕泽) đến nhờ. Ban đầu Trương Lương định từ chối, nhưng Lã Trạch cố nài nên Lương đành nhận lời. Nhờ Trương Lương giúp, Lưu Doanh mời được 4 hiền sĩ Thương Sơn tứ hạo (商山四皓); là Đông Viên công (東園公), Lộc Lý (甪里), Ỷ Lý Quý (綺里季) và Hạ Hoàng công (夏黃公) mà trước đó chính Lưu Bang không sao mời nổi.
Năm 195 TCN, sau khi đánh phá quân Anh Bố về, Lưu Bang ốm càng nặng, muốn thay Thái tử. Trương Lương can, Lưu Bang không nghe.
Đến khi ăn tiệc, Thái tử Doanh rót rượu đứng chầu. Bốn người theo thái tử tuổi đều ngoài tám mươi, mày râu bạc phơ, áo mũ rất đẹp. Lưu Bang lấy làm lạ hỏi. Bốn người tiến đến thưa, kể họ tên. Lưu Bang kinh ngạc nói:
"Ta tìm các ông mấy năm nay, các ông trốn tránh ta. Nay tại sao các ông lại từ đâu đến chơi với con ta như vậy?"
Bốn người đáp:
"Bệ hạ khinh kẻ sĩ, hay mắng người, bọn thần nghĩa khí không chịu nhục, cho nên sợ mà trốn tránh. Nay trộm nghe Thái tử là người nhân đức hiếu thảo, cung kính, thương yêu kẻ sĩ, trong thiên hạ không ai không vươn cổ muốn vì thái tử mà chết, vì vậy chúng tôi đến đây".
Lưu Bang nói:
"Phiền các ông nhờ giúp đỡ thái tử cho trót".
Lưu Bang bèn quyết định giữ ngôi Thái tử của Lưu Doanh. Như Ý được phong làm Triệu vương.
Không lâu sau, Cao Tổ Lưu Bang mất, Lưu Doanh lên nối ngôi, tức là Hán Huệ Đế. Năm đó ông 16 tuổi. Mẹ ông Lã hậu trở thành Hoàng thái hậu, cũng tham gia vào việc triều chính.

## Phúc đức tại mẫu

### Nhân từ không cứu được em
Tuy Huệ Đế lên ngôi Thiên tử, nhưng việc điều hành triều đình do mẹ là Lã thái hậu quyết định. Huệ đế thực chất không có quyền hành. Khi đó, Lã thái hậu ép Huệ đế lấy Trương Yên - con gái của chị là Lỗ Nguyên công chúa, vốn còn rất nhỏ tuổi, và là cháu ruột gọi bằng cậu, làm Hoàng hậu.
Bên cạnh đó, Lã thái hậu hết sức oán giận Thích phu nhân và người con của phu nhân là Triệu vương Lưu Như Ý, bèn sai giam Thích phu nhân ở cung Vĩnh Hạng và gọi Như Ý đến. Sứ giả ba lần trở về, Kiến Bình hầu Chu Xương làm Tướng quốc nước Triệu bảo sứ giả:
"Cao đế giao phó Triệu vương cho tôi. Triệu vương hãy còn ít tuổi, tôi trộm nghe thái hậu oán giận Thích phu nhân, muốn mời Triệu vương về để giết cả hai mẹ con, tôi không dám cho nhà vua đi. Nhà vua lại bị bệnh không thể vâng theo chiếu".
Lã thái hậu cả giận, bèn sai người gọi Chu Xương về. Chu Xương về đến Trường An, Thái hậu lại sai người mời Triệu vương lần nữa. Triệu vương đành phải ra đi. Chưa đến kinh đô thì Huệ Đế vốn là người nhân từ, biết Thái hậu giận, nên thân hành đón Như Ý ở Bá Thượng, rồi cùng vào cung, luôn luôn kèm Triệu vương, lúc Như Ý đi đứng, ăn uống, Huệ Đế đều ở bên cạnh, Thái hậu muốn giết Như Ý nhưng không có dịp nào.
Tháng 12 năm 194 TCN, Huệ đế buổi sớm ra đi săn bắn. Như Ý còn nhỏ, không thể dậy sớm. Thái hậu nghe tin Như Ý ở một mình, bèn sai người mang thuốc độc đến cho Như Ý uống. Lúc mờ sáng, Huệ Đế trở về thì Triệu vương Như Ý đã chết.
Sau đó, Lã thái hậu cho Hoài Dương vương Lưu Hữu làm Triệu vương thay Như Ý.

### Đau lòng cốt nhục
Để trả thù Thích phu nhân, Lã thái hậu bèn sai chặt chân tay Thích phu nhân, móc mắt, đốt tai, cho uống thuốc thành câm, cho ở trong nhà tiêu gọi đó là Nhân trư (人彘), nghĩa là con người lợn.
Sau mấy hôm, Lã thái hậu cho gọi Huệ Đế vào để xem "Nhân trư". Huệ Đế thấy, ngạc nhiên bèn hỏi. Khi biết đó là Thích phu nhân, ông liền khóc rống lên. Do đó Huệ Đế đau lòng quá, mắc bệnh, trong hơn một năm không dậy được. Ông sai người nói với Thái hậu:
"Việc đó không phải là việc con người làm! Tôi là con của thái hậu, không thể nào trị thiên hạ được!"
Huệ Đế bất lực trước sự độc ác của mẹ, không có cách nào ngăn cản được, vì thế ngày đêm uống rượu chơi bời dâm dật, không nghe chính sự, cho nên mắc bệnh.
Năm 193 TCN, những người trong tộc là Sở vương Lưu Giao, Tề vương Lưu Phì đến chầu. Huệ Đế cùng ăn tiệc và uống rượu với Tề vương trước mặt Thái hậu. Vì ông cho rằng Lưu Phì là anh nên để ngồi ghế trên theo lễ những người trong nhà. Thái hậu nổi giận, bèn sai rót hai chén thuốc độc đặt trước mặt mình, sai Lưu Phì chúc thọ. Phì đứng dậy, Huệ Đế cũng đứng dậy nâng chén muốn cùng chúc thọ với Tề vương. Thái hậu sợ quá, thân hành đứng dậy hắt chén rượu của Huệ Đế.
Tề vương lấy làm lạ, do đó không dám uống, giả vờ say đi ra. Khi hỏi, Lưu Phì biết đó là thuốc độc. Tề vương sợ hãi, tự cho rằng không thể ra khỏi Trường An nên rất lo lắng. Quan nội sử của Tề vương tên là Sĩ nói với Tề vương:
"Thái hậu chỉ có một mình Hoàng đế và Lỗ Nguyên công chúa. Nay đại vương có hơn 70 thành, mà công chúa chỉ có vài thành, nếu đại vương quả thực đem một quận dâng cho Thái hậu để làm ấp tắm gội của công chúa, thì Thái hậu thế nào cũng mừng rỡ và đại vương cũng không lo ngại gì".
Tề vương bèn dâng quận Thành Dương, tôn công chúa Lỗ Nguyên làm Vương thái hậu. Lã Hậu mừng rỡ bằng lòng, bèn đặt tiệc rượu ở cung riêng của vua Tề, sau khi uống chén rượu vui vẻ, thái hậu cho vua Tề trở về nước mình.

### Mẹ không khóc con
Huệ Đế trong thời gian ở ngôi cho thi hành chính sách giảm bớt thuế má, cất nhắc Tào Tham làm Thừa Tướng, làm xã hội dần ổn định. Nhưng Huệ đế nhu nhược do sức khỏe kém, trong thời gian tại vị bị Lã thái hậu khống chế nên không thực hiện được những công việc lớn.
Năm 188 TCN, ngày 26 tháng 9, Huệ Đế buồn rầu sinh bệnh rồi mất sớm ở Vị ương cung (未央宮). Lúc mất ông mới có 22 tuổi. Ông được truy tôn thụy hiệu là Hiếu Huệ hoàng đế (孝惠皇帝), chôn cất ở An lăng (安陵).
Theo Sử ký, khi ông mất, Lã Thái hậu khóc nhưng không chảy nước mắt. Người con của Trương Lương là Trương Tích Cương (张辟彊) làm thị trung, mới 15 tuổi, nói với thừa tướng Trần Bình:
-"Thái hậu chỉ có một mình hoàng đế. Nay hoàng đế mất, Thái hậu khóc không đau xót, ngài có biết tại sao không?"
-Tại sao vậy?
-"Hoàng đế không có con lớn tuổi để kế nghiệp. Thái hậu sợ bọn các ông nổi loạn. Nay ông xin cho Lã Thái, Lã Sản, Lã Lộc làm tướng, cầm quân giữ các đạo quân trong phía nam và phía bắc, cho những người con họ Lã vào giữ các chức vụ trong cung. Làm như thế thì thái hậu sẽ yên tâm và bọn các ông may mà tránh khỏi tai họa".
Thừa tướng Trần Bình bèn làm theo kế của Tích Cương. Lã Thái hậu mừng rỡ, lúc ấy khóc mới thảm thiết.
Khi đó, Hoàng hậu của ông là Hiếu Huệ Trương hoàng hậu không có con. Theo Sử ký, Lã thái hậu bí mật mang một đứa trẻ giấu kín vào cung, giả cách rằng Trương hậu có chửa và đến ngày sinh ra đứa bé. Khi Huệ Đế mất, đứa trẻ được đưa lên ngôi, sử gọi là Hán Tiền Thiếu Đế.

## Gia quyến
|  |  |  |  |  |  |  |  |                                     |                                     |                                     |                                     |                                     |                                     |  |  |  |  |                                    |                                    |                                    |                                    | 1 Hán Cao Tổ ?-195TCN 256-195TCN   |                                    |  |  |  |  |                                    |                                    |                                    |                                    |                                    |                                    |  |  |  |  |                                         |                                         |                                         |                                         |                                         |                                         |  |  |  |  |                                        |                                        |                                        |                                        |                                        |                                        |  |  |  |  |  |  |  |  |  |  |  |  |  |  |  |  |  |  |  |  |  |  |  |  |
|  |  |  |  |  |  |  |  |                                     |                                     |                                     |                                     |                                     |                                     |  |  |  |  |                                    |                                    |                                    |                                    |                                    |                                    |  |  |  |  |                                    |                                    |                                    |                                    |                                    |                                    |  |  |  |  |                                         |                                         |                                         |                                         |                                         |                                         |  |  |  |  |                                        |                                        |                                        |                                        |                                        |                                        |  |  |  |  |  |  |  |  |  |  |  |  |  |  |  |  |  |  |  |  |  |  |  |  |
|  |  |  |  |  |  |  |  |                                     |                                     |                                     |                                     |                                     |                                     |  |  |  |  |                                    |                                    |                                    |                                    |                                    |                                    |  |  |  |  |                                    |                                    |                                    |                                    |                                    |                                    |  |  |  |  |                                         |                                         |                                         |                                         |                                         |                                         |  |  |  |  |                                        |                                        |                                        |                                        |                                        |                                        |  |  |  |  |  |  |  |  |  |  |  |  |  |  |  |  |  |  |  |  |  |  |  |  |
|  |  |  |  |  |  |  |  | 5 Hán Văn Đế 180-157TCN 202–157TCN  | 5 Hán Văn Đế 180-157TCN 202–157TCN  | 5 Hán Văn Đế 180-157TCN 202–157TCN  | 5 Hán Văn Đế 180-157TCN 202–157TCN  | 5 Hán Văn Đế 180-157TCN 202–157TCN  | 5 Hán Văn Đế 180-157TCN 202–157TCN  |  |  |  |  | Lưu Cứ                             | Lưu Cứ                             | Lưu Cứ                             | Lưu Cứ                             | Lưu Cứ                             | Lưu Cứ                             |  |  |  |  | Lưu Bác                            | Lưu Bác                            | Lưu Bác                            | Lưu Bác                            | Lưu Bác                            | Lưu Bác                            |  |  |  |  | 2 Hán Huệ Đế 194-188TCN 210–188TCN      | 2 Hán Huệ Đế 194-188TCN 210–188TCN      | 2 Hán Huệ Đế 194-188TCN 210–188TCN      | 2 Hán Huệ Đế 194-188TCN 210–188TCN      | 2 Hán Huệ Đế 194-188TCN 210–188TCN      | 2 Hán Huệ Đế 194-188TCN 210–188TCN      |  |  |  |  |                                        |                                        |                                        |                                        |                                        |                                        |  |  |  |  |  |  |  |  |  |  |  |  |  |  |  |  |  |  |  |  |  |  |  |  |
|  |  |  |  |  |  |  |  | 5 Hán Văn Đế 180-157TCN 202–157TCN  | 5 Hán Văn Đế 180-157TCN 202–157TCN  | 5 Hán Văn Đế 180-157TCN 202–157TCN  | 5 Hán Văn Đế 180-157TCN 202–157TCN  | 5 Hán Văn Đế 180-157TCN 202–157TCN  | 5 Hán Văn Đế 180-157TCN 202–157TCN  |  |  |  |  | Lưu Cứ                             | Lưu Cứ                             | Lưu Cứ                             | Lưu Cứ                             | Lưu Cứ                             | Lưu Cứ                             |  |  |  |  | Lưu Bác                            | Lưu Bác                            | Lưu Bác                            | Lưu Bác                            | Lưu Bác                            | Lưu Bác                            |  |  |  |  | 2 Hán Huệ Đế 194-188TCN 210–188TCN      | 2 Hán Huệ Đế 194-188TCN 210–188TCN      | 2 Hán Huệ Đế 194-188TCN 210–188TCN      | 2 Hán Huệ Đế 194-188TCN 210–188TCN      | 2 Hán Huệ Đế 194-188TCN 210–188TCN      | 2 Hán Huệ Đế 194-188TCN 210–188TCN      |  |  |  |  |                                        |                                        |                                        |                                        |                                        |                                        |  |  |  |  |  |  |  |  |  |  |  |  |  |  |  |  |  |  |  |  |  |  |  |  |
|  |  |  |  |  |  |  |  |                                     |                                     |                                     |                                     |                                     |                                     |  |  |  |  |                                    |                                    |                                    |                                    |                                    |                                    |  |  |  |  |                                    |                                    |                                    |                                    |                                    |                                    |  |  |  |  |                                         |                                         |                                         |                                         |                                         |                                         |  |  |  |  |                                        |                                        |                                        |                                        |                                        |                                        |  |  |  |  |  |  |  |  |  |  |  |  |  |  |  |  |  |  |  |  |  |  |  |  |
|  |  |  |  |  |  |  |  | 6 Hán Cảnh Đế 157-141TCN 188–141TCN | 6 Hán Cảnh Đế 157-141TCN 188–141TCN | 6 Hán Cảnh Đế 157-141TCN 188–141TCN | 6 Hán Cảnh Đế 157-141TCN 188–141TCN | 6 Hán Cảnh Đế 157-141TCN 188–141TCN | 6 Hán Cảnh Đế 157-141TCN 188–141TCN |  |  |  |  | Lưu Tiến                           | Lưu Tiến                           | Lưu Tiến                           | Lưu Tiến                           | Lưu Tiến                           | Lưu Tiến                           |  |  |  |  | 9 Xương Ấp Vương 74-74TCN 92-59TCN | 9 Xương Ấp Vương 74-74TCN 92-59TCN | 9 Xương Ấp Vương 74-74TCN 92-59TCN | 9 Xương Ấp Vương 74-74TCN 92-59TCN | 9 Xương Ấp Vương 74-74TCN 92-59TCN | 9 Xương Ấp Vương 74-74TCN 92-59TCN |  |  |  |  | 3 Hán Tiền Thiếu Đế 188-184TCN ?–184TCN | 3 Hán Tiền Thiếu Đế 188-184TCN ?–184TCN | 3 Hán Tiền Thiếu Đế 188-184TCN ?–184TCN | 3 Hán Tiền Thiếu Đế 188-184TCN ?–184TCN | 3 Hán Tiền Thiếu Đế 188-184TCN ?–184TCN | 3 Hán Tiền Thiếu Đế 188-184TCN ?–184TCN |  |  |  |  | 4 Hán Hậu Thiếu Đế 184-180TCN ?–180TCN | 4 Hán Hậu Thiếu Đế 184-180TCN ?–180TCN | 4 Hán Hậu Thiếu Đế 184-180TCN ?–180TCN | 4 Hán Hậu Thiếu Đế 184-180TCN ?–180TCN | 4 Hán Hậu Thiếu Đế 184-180TCN ?–180TCN | 4 Hán Hậu Thiếu Đế 184-180TCN ?–180TCN |  |  |  |  |  |  |  |  |  |  |  |  |  |  |  |  |  |  |  |  |  |  |  |  |
|  |  |  |  |  |  |  |  | 6 Hán Cảnh Đế 157-141TCN 188–141TCN | 6 Hán Cảnh Đế 157-141TCN 188–141TCN | 6 Hán Cảnh Đế 157-141TCN 188–141TCN | 6 Hán Cảnh Đế 157-141TCN 188–141TCN | 6 Hán Cảnh Đế 157-141TCN 188–141TCN | 6 Hán Cảnh Đế 157-141TCN 188–141TCN |  |  |  |  | Lưu Tiến                           | Lưu Tiến                           | Lưu Tiến                           | Lưu Tiến                           | Lưu Tiến                           | Lưu Tiến                           |  |  |  |  | 9 Xương Ấp Vương 74-74TCN 92-59TCN | 9 Xương Ấp Vương 74-74TCN 92-59TCN | 9 Xương Ấp Vương 74-74TCN 92-59TCN | 9 Xương Ấp Vương 74-74TCN 92-59TCN | 9 Xương Ấp Vương 74-74TCN 92-59TCN | 9 Xương Ấp Vương 74-74TCN 92-59TCN |  |  |  |  | 3 Hán Tiền Thiếu Đế 188-184TCN ?–184TCN | 3 Hán Tiền Thiếu Đế 188-184TCN ?–184TCN | 3 Hán Tiền Thiếu Đế 188-184TCN ?–184TCN | 3 Hán Tiền Thiếu Đế 188-184TCN ?–184TCN | 3 Hán Tiền Thiếu Đế 188-184TCN ?–184TCN | 3 Hán Tiền Thiếu Đế 188-184TCN ?–184TCN |  |  |  |  | 4 Hán Hậu Thiếu Đế 184-180TCN ?–180TCN | 4 Hán Hậu Thiếu Đế 184-180TCN ?–180TCN | 4 Hán Hậu Thiếu Đế 184-180TCN ?–180TCN | 4 Hán Hậu Thiếu Đế 184-180TCN ?–180TCN | 4 Hán Hậu Thiếu Đế 184-180TCN ?–180TCN | 4 Hán Hậu Thiếu Đế 184-180TCN ?–180TCN |  |  |  |  |  |  |  |  |  |  |  |  |  |  |  |  |  |  |  |  |  |  |  |  |
|  |  |  |  |  |  |  |  | 7 Hán Vũ Đế 140-87TCN 156-87TCN     | 7 Hán Vũ Đế 140-87TCN 156-87TCN     | 7 Hán Vũ Đế 140-87TCN 156-87TCN     | 7 Hán Vũ Đế 140-87TCN 156-87TCN     | 7 Hán Vũ Đế 140-87TCN 156-87TCN     | 7 Hán Vũ Đế 140-87TCN 156-87TCN     |  |  |  |  | 10 Hán Tuyên Đế 74-49TCN 91-49TCN  | 10 Hán Tuyên Đế 74-49TCN 91-49TCN  | 10 Hán Tuyên Đế 74-49TCN 91-49TCN  | 10 Hán Tuyên Đế 74-49TCN 91-49TCN  | 10 Hán Tuyên Đế 74-49TCN 91-49TCN  | 10 Hán Tuyên Đế 74-49TCN 91-49TCN  |  |  |  |  |                                    |                                    |                                    |                                    |                                    |                                    |  |  |  |  |                                         |                                         |                                         |                                         |                                         |                                         |  |  |  |  |                                        |                                        |                                        |                                        |                                        |                                        |  |  |  |  |  |  |  |  |  |  |  |  |  |  |  |  |  |  |  |  |  |  |  |  |
|  |  |  |  |  |  |  |  | 7 Hán Vũ Đế 140-87TCN 156-87TCN     | 7 Hán Vũ Đế 140-87TCN 156-87TCN     | 7 Hán Vũ Đế 140-87TCN 156-87TCN     | 7 Hán Vũ Đế 140-87TCN 156-87TCN     | 7 Hán Vũ Đế 140-87TCN 156-87TCN     | 7 Hán Vũ Đế 140-87TCN 156-87TCN     |  |  |  |  | 10 Hán Tuyên Đế 74-49TCN 91-49TCN  | 10 Hán Tuyên Đế 74-49TCN 91-49TCN  | 10 Hán Tuyên Đế 74-49TCN 91-49TCN  | 10 Hán Tuyên Đế 74-49TCN 91-49TCN  | 10 Hán Tuyên Đế 74-49TCN 91-49TCN  | 10 Hán Tuyên Đế 74-49TCN 91-49TCN  |  |  |  |  |                                    |                                    |                                    |                                    |                                    |                                    |  |  |  |  |                                         |                                         |                                         |                                         |                                         |                                         |  |  |  |  |                                        |                                        |                                        |                                        |                                        |                                        |  |  |  |  |  |  |  |  |  |  |  |  |  |  |  |  |  |  |  |  |  |  |  |  |
|  |  |  |  |  |  |  |  | 8 Hán Chiêu Đế 95–74TCN 87-74TCN    | 8 Hán Chiêu Đế 95–74TCN 87-74TCN    | 8 Hán Chiêu Đế 95–74TCN 87-74TCN    | 8 Hán Chiêu Đế 95–74TCN 87-74TCN    | 8 Hán Chiêu Đế 95–74TCN 87-74TCN    | 8 Hán Chiêu Đế 95–74TCN 87-74TCN    |  |  |  |  | 11 Hán Nguyên Đế 49-33TCN 76–33TCN | 11 Hán Nguyên Đế 49-33TCN 76–33TCN | 11 Hán Nguyên Đế 49-33TCN 76–33TCN | 11 Hán Nguyên Đế 49-33TCN 76–33TCN | 11 Hán Nguyên Đế 49-33TCN 76–33TCN | 11 Hán Nguyên Đế 49-33TCN 76–33TCN |  |  |  |  |                                    |                                    |                                    |                                    |                                    |                                    |  |  |  |  |                                         |                                         |                                         |                                         |                                         |                                         |  |  |  |  |                                        |                                        |                                        |                                        |                                        |                                        |  |  |  |  |  |  |  |  |  |  |  |  |  |  |  |  |  |  |  |  |  |  |  |  |
|  |  |  |  |  |  |  |  | 8 Hán Chiêu Đế 95–74TCN 87-74TCN    | 8 Hán Chiêu Đế 95–74TCN 87-74TCN    | 8 Hán Chiêu Đế 95–74TCN 87-74TCN    | 8 Hán Chiêu Đế 95–74TCN 87-74TCN    | 8 Hán Chiêu Đế 95–74TCN 87-74TCN    | 8 Hán Chiêu Đế 95–74TCN 87-74TCN    |  |  |  |  | 11 Hán Nguyên Đế 49-33TCN 76–33TCN | 11 Hán Nguyên Đế 49-33TCN 76–33TCN | 11 Hán Nguyên Đế 49-33TCN 76–33TCN | 11 Hán Nguyên Đế 49-33TCN 76–33TCN | 11 Hán Nguyên Đế 49-33TCN 76–33TCN | 11 Hán Nguyên Đế 49-33TCN 76–33TCN |  |  |  |  |                                    |                                    |                                    |                                    |                                    |                                    |  |  |  |  |                                         |                                         |                                         |                                         |                                         |                                         |  |  |  |  |                                        |                                        |                                        |                                        |                                        |                                        |  |  |  |  |  |  |  |  |  |  |  |  |  |  |  |  |  |  |  |  |  |  |  |  |
|  |  |  |  |  |  |  |  |                                     |                                     |                                     |                                     |                                     |                                     |  |  |  |  |                                    |                                    |                                    |                                    |                                    |                                    |  |  |  |  |                                    |                                    |                                    |                                    |                                    |                                    |  |  |  |  |                                         |                                         |                                         |                                         |                                         |                                         |  |  |  |  |                                        |                                        |                                        |                                        |                                        |                                        |  |  |  |  |  |  |  |  |  |  |  |  |  |  |  |  |  |  |  |  |  |  |  |  |
|  |  |  |  |  |  |  |  | Lưu Khang                           | Lưu Khang                           | Lưu Khang                           | Lưu Khang                           | Lưu Khang                           | Lưu Khang                           |  |  |  |  | Lưu Hưng                           | Lưu Hưng                           | Lưu Hưng                           | Lưu Hưng                           | Lưu Hưng                           | Lưu Hưng                           |  |  |  |  | Lưu Hiển                           | Lưu Hiển                           | Lưu Hiển                           | Lưu Hiển                           | Lưu Hiển                           | Lưu Hiển                           |  |  |  |  | 12 Hán Thành Đế 33–7TCN 51-7TCN         | 12 Hán Thành Đế 33–7TCN 51-7TCN         | 12 Hán Thành Đế 33–7TCN 51-7TCN         | 12 Hán Thành Đế 33–7TCN 51-7TCN         | 12 Hán Thành Đế 33–7TCN 51-7TCN         | 12 Hán Thành Đế 33–7TCN 51-7TCN         |  |  |  |  |                                        |                                        |                                        |                                        |                                        |                                        |  |  |  |  |  |  |  |  |  |  |  |  |  |  |  |  |  |  |  |  |  |  |  |  |
|  |  |  |  |  |  |  |  | Lưu Khang                           | Lưu Khang                           | Lưu Khang                           | Lưu Khang                           | Lưu Khang                           | Lưu Khang                           |  |  |  |  | Lưu Hưng                           | Lưu Hưng                           | Lưu Hưng                           | Lưu Hưng                           | Lưu Hưng                           | Lưu Hưng                           |  |  |  |  | Lưu Hiển                           | Lưu Hiển                           | Lưu Hiển                           | Lưu Hiển                           | Lưu Hiển                           | Lưu Hiển                           |  |  |  |  | 12 Hán Thành Đế 33–7TCN 51-7TCN         | 12 Hán Thành Đế 33–7TCN 51-7TCN         | 12 Hán Thành Đế 33–7TCN 51-7TCN         | 12 Hán Thành Đế 33–7TCN 51-7TCN         | 12 Hán Thành Đế 33–7TCN 51-7TCN         | 12 Hán Thành Đế 33–7TCN 51-7TCN         |  |  |  |  |                                        |                                        |                                        |                                        |                                        |                                        |  |  |  |  |  |  |  |  |  |  |  |  |  |  |  |  |  |  |  |  |  |  |  |  |
|  |  |  |  |  |  |  |  | 13 Hán Ai Đế 26-1TCN 7-1TCN         | 13 Hán Ai Đế 26-1TCN 7-1TCN         | 13 Hán Ai Đế 26-1TCN 7-1TCN         | 13 Hán Ai Đế 26-1TCN 7-1TCN         | 13 Hán Ai Đế 26-1TCN 7-1TCN         | 13 Hán Ai Đế 26-1TCN 7-1TCN         |  |  |  |  | 14 Hán Bình Đế 9TCN–5SCN 1TCN-5SCN | 14 Hán Bình Đế 9TCN–5SCN 1TCN-5SCN | 14 Hán Bình Đế 9TCN–5SCN 1TCN-5SCN | 14 Hán Bình Đế 9TCN–5SCN 1TCN-5SCN | 14 Hán Bình Đế 9TCN–5SCN 1TCN-5SCN | 14 Hán Bình Đế 9TCN–5SCN 1TCN-5SCN |  |  |  |  | 15 Nhũ Tử Anh 5–8 25–25 5–25       | 15 Nhũ Tử Anh 5–8 25–25 5–25       | 15 Nhũ Tử Anh 5–8 25–25 5–25       | 15 Nhũ Tử Anh 5–8 25–25 5–25       | 15 Nhũ Tử Anh 5–8 25–25 5–25       | 15 Nhũ Tử Anh 5–8 25–25 5–25       |  |  |  |  |                                         |                                         |                                         |                                         |                                         |                                         |  |  |  |  |                                        |                                        |                                        |                                        |                                        |                                        |  |  |  |  |  |  |  |  |  |  |  |  |  |  |  |  |  |  |  |  |  |  |  |  |

- Thân phụ: Hán Cao Tổ Lưu Bang.
- Thân mẫu: Hán Cao hoàng hậu Lã Trĩ (漢高皇后呂雉, 241 TCN - 180 TCN), nắm đại quyền triều chính.
- Hậu phi:

1. Thái tử phi, được ban hôn dưới thời Hán Cao Tổ[6]. Tuy nhiên, dưới thời Hán Huệ Đế bà không được lập Hoàng hậu, có thể bà đã mất trước khi Huệ Đế đăng cơ. Huệ Đế cũng không truy phong cho bà.
2. Hiếu Huệ hoàng hậu Trương Yên (孝惠皇后張嫣, 202 TCN - 163 TCN), con gái của Triệu vương Trương Ngao và Lỗ Nguyên công chúa. Hoàng hậu duy nhất của Hán Huệ Đế.
3. Mỹ nhân Mỗ thị (美人某氏), sinh Hán Tiền Thiếu Đế Lưu Cung, bị Lã hậu giết.
4. Một số Mỹ nhân khác của Hán Huệ Đế được Hán Văn Đế cho xuất cung và cải giá năm 168 TCN, khi đó là 20 năm sau khi Huệ Đế băng hà[7].

- Hậu duệ:

1. Hán Tiền Thiếu Đế Lưu Cung (刘恭), mẹ là Mỗ mỹ nhân.
2. Hoài Dương Hoài vương Lưu Cường (淮陽怀王劉強; ? - 183 TCN), mẹ không rõ.
3. Thường Sơn vương Lưu Bất Nghi (恒山王劉不疑; ? - 186 TCN), mẹ không rõ.
4. Hán Hậu Thiếu Đế Lưu Hồng (劉弘), mẹ không rõ.
5. Hằng Sơn vương Lưu Triều (恒山王刘朝; ? - 180 TCN), mẹ không rõ.
6. Hoài Dương vương Lưu Võ (淮陽王劉武; ? - 180 TCN), mẹ không rõ.
7. Tế Xuyên vương Lưu Thái (济川王劉太; ? - 180 TCN), mẹ không rõ.

Sau Loạn chư Lã, Trần Bình và Chu Bột cho rằng Lưu Hồng, Lưu Triều, Lưu Vũ và Lưu Thái lai lịch không rõ, không phải con của Huệ Đế, bèn phế truất và giết chết.